# مجموع كل المخاوف (فلم)
مجموع كل المخاوف (بالإنجليزية: The Sum of All Fears) هو فيلم إثارة أمريكي من إخراج فيل ألدن روبنسون وبطولة بن أفليك، مورغان فريمان، بريدجيت مويناهان، جيمس كرومويل، ييف شرايبر، ألان باتس، فيليب بيكر هول وبروس ماكجيل.

## وصلات خارجية
- مجموع كل المخاوف على موقع IMDb (الإنجليزية)
- مجموع كل المخاوف على موقع ميتاكريتيك (الإنجليزية)
- مجموع كل المخاوف على موقع الموسوعة البريطانية (الإنجليزية)
- مجموع كل المخاوف على موقع روتن توميتوز (الإنجليزية)
- مجموع كل المخاوف على موقع نتفليكس (الإنجليزية)
- مجموع كل المخاوف على موقع قاعدة بيانات الأفلام العربية
- مجموع كل المخاوف على موقع ألو سيني (الفرنسية)
- مجموع كل المخاوف على موقع Turner Classic Movies (الإنجليزية)
- مجموع كل المخاوف على موقع أول موفي (الإنجليزية)
- مجموع كل المخاوف على موقع بوكس أوفيس موجو (الإنجليزية)